# Univerzum Enderovy hry
Univerzum Enderovy hry popisuje fiktivní svět vytvořený podle vědeckofantastické knižní série Orsona Scotta Carda, nazvané Enderova hra. Patří do něj několik planet a různé bytosti, využívající neobvyklé technologie. Tento svět má i svou historii. 

## Planety
- Lusitanie – planeta, kde žijí dvě inteligentní rasy: Lidé a tzv. Prasečíci. Lidé mluví vesměs portugalsky, je to planeta s katolickou licencí. Na planetě však chytili nevyléčitelnou nemoc, descoladu. Ender, mluvčí za mrtvé, sem přiletí a oživí zde třetí inteligentní rasu: Termiťany.
- Cesta – planeta ovlivněna východní filozofií, odehrává se zde významná část děje v knize Xenocida
- Země – domovská planeta lidí.

## Technologie
- Filotická komunikace – zcela neobjasněná technologie, umožňující okamžitou (tedy nadsvětelnou) mezihvěznou komunikaci pomocí tzv. hlásek; funguje podobně jako teorie superstrun.
- Jane – superpočítač či umělá inteligence žijící v síti právě díky filotické komunikaci.
- Molekulární Dezintegrátor či Malý Doktor – strašná zbraň, schopná ničit celé planety. Funguje na principu vysoce energického paprsku – podobně jako Hvězda smrti ve StarWars.

## Rasy
- Lidé – prakticky hegemonní rasa v celém univerzu.
- Pequeninové („Prasečíci“) – mají více forem, jsou schopni filotické komunikace.
- Termiťané – podobají se mravencům, jsou schopni filotické komunikace, v prvním filmu je tato rasa prakticky zničena.

## Časová osa cyklu Enderova hra
- 2055 n. l. – První invaze. Zničení velké části Číny.
- 2085 n. l. – Odražení druhé invaze pod velením Mazera Rackhama. Lidstvo následně vysílá první flotily k domovské planetě termiťanů a začíná se chystat na finální střet
- XXXX n. l. – ohlášený román o Mazeru Rackhamovi, zatím bez názvu, možná ani nebude zveřejněn
- XXXX n. l. – Mazer in Prison (Mazer Rackham ve vězení)
- 2119 n. l. – narozen John Paul Wieczorek (John Paul Wiggin), Enderův otec
- 2120 n. l. – narozena Tereza Brownová (Wigginová), Enderova matka
- 2125 n. l. – Polský chlapec
- 2140 n. l. – Obtížný student
- 2145 n. l. – narozen Peter Wiggin
- 2146 n. l. – narozen Achilles
- 2147 n. l. – narozena Valentine Wigginová a Petra Arkanianová
- 2149 n. l. – narozen Andrew „Ender“ Wiggin
- 2150 n. l. – Pretty Boy
- 2151 n. l. – narozen Fazolek
- 2155–2160 n. l. – Enderova hra / Enderův stín
- 2155 n. l. – Ender přichází do Bitevní školy
- 2156 n. l. – Válka o dárky
- 2157 n. l. – Fazolek přichází do Bitevní školy, Peter Wiggin spouští na síti pseudonymy Locke a Demosthenes
- 2160 n. l. – „Třetí invaze“. Pozemské flotily se probojovávají k domovské planetě termiťanů, kde nakonec Ender svede vítěznou bitvu
- 2161 n. l. – Ender a Valentine opouští Sluneční soustavu na lodi kolonistů
- 2161–2163 n. l. – Hegemonův stín
- 2163 n. l. – Peter Wiggin se stane Hegemonem Země
- 2164–2166 n. l. – Stínové loutky
- 2166–2167 n. l. – Obrův stín
- 2220–2223 n. l. – Ender ve vyhnanství
- 2220 n. l. – Ender a Valentine dorazili s kolonisty na planetu Shakespeare
- 2221 n. l. – Ender nachází kokon s termiťanskou královnou a píše knihu “Královna úlu”
- 2222 n. l. – Peter Wiggin umírá a Ender píše knihu „Hegemon“
- 2223 n. l. – Ender přilétá na planetu Ganga a utkává se s Fazolkovým synem, který se považuje za potomka Achilla Flanderse
- 2550 n. l. – „Investiční poradce“
- 3341 n. l. (0000 HK) – Je založen Hvězdný kongres, od kterého se počítá nový letopočet (HK, v angličtině SC)
- 5272 n. l. (1931 HK) – narozena Novinha a Libo
- 5289 n. l. (1948 HK) – Mluvčí za mrtvé (část 1.)
- 5292 n. l. (1951 HK) – narozen Miro a Ouanda
- 5293 n. l. (1952 HK) – narozena Ela a China
- 5296 n. l. (1955 HK) – narozen Quim
- 5299 n. l. (1958 HK) – narozen Olhado
- 5304 n. l. (1963 HK) – narozena Quara
- 5305 n. l. (1964 HK) – narozen Grego
- 5306 n. l. (1965 HK) – usmrcen Libo
- 5311–5339 n. l. (1970–1998 HK) – Mluvčí za mrtvé (část 2.)
- 5340 n. l. (1999 HK) – Xenocida
- 5341 n. l. (2000 HK) – Děti ducha
- XXXX – ohlášený román Shadows in Flight (Stíny v letu)